# Matt Cardona
Matthew Cardona (* 14. Mai 1985 in North Merrick, Long Island, New York), besser bekannt unter seinem Ringnamen Matt Cardona ist ein US-amerikanischer Wrestler. Von 2005 bis 2020 stand er unter dem Namen Zack Ryder bei WWE unter Vertrag.
Sein bisher größter Erfolg ist die NWA Worlds Heavyweight Championship, die er seit dem 12. Februar 2022 in der National Wrestling Alliance (NWA) hält. Zuvor war er bei WWE je einmal Träger der WWE United States Championship und der WWE Intercontinental Championship als auch zweifacher Träger der WWE Raw Tag Team Championship.

## Wrestling-Karriere

### Anfänge
Seine Anfänge machte Cardona am 14. August 2004 bei New York Wrestling Connection (kurz NYWC) als Brett Matthews. Bei NYWC durfte er zusammen mit Brian Myers zweimal die NYWC Tag Team Championship erringen. Sein letztes Match dort bestritt er am 22. April 2006.

### World Wrestling Entertainment (2005–2020)

#### Entwicklungs-Ligen (2005–2007)
Schon während seiner Zeit bei NYWC bestritt Cardona am 18. April 2005 ein Match bei SmackDown gegen Matt Morgan.
Im Juni 2006 debütierte Cardona bei der WWE-Aufbauliga Deep South Wrestling (DSW) als Brett Major. Dort durfte er mit seinem Tag-Team-Partner Brian Major zweimal die DSW Tag Team Championship halten. Nachdem sich die WWE von DSW getrennt hatte, kam Cardona zu Ohio Valley Wrestling (OVW). Bei dieser Liga debütierte er dann im Mai 2007 und durfte zusammen mit Brian einmal die OVW Southern Tag Team Championship halten.

#### La Familia (2007–2009)
Am 1. Mai 2007 gab Cardona sein Debüt als Brett Major bei WWE ECW, wo er zusammen mit Brian Major als Major Brothers auftrat. Bereits kurze Zeit später, am 12. Juni 2007, wurde er mit seinem Partner bei der Zusatzlotterie zu SmackDown gewechselt. Nachdem sie dort zunächst noch als Major Brothers antraten, nahmen sie ab dem 17. Dezember 2007 neue Ringnamen an. Seitdem tritt Cardona als Zack Ryder auf. Dabei stellte man Cardona und seinen Partner Curt Hawkins an die Seite von Edge. Mit diesem sowie Bam Neely, Chavo Guerrero und Vickie Guerrero bildeten sie La Familia.
Fortan traten Cardona und Hawkins als Lakaien von Edge auf und fehdeten mit diesem unter anderem gegen Rey Mysterio, den Undertaker und Batista. Beim Great American Bash 2008 durfte Cardona mit Curt Hawkins (ehemals Brian Major) die WWE Tag Team Championship erringen. Damit wurden sie die bis heute jüngsten Tag Team Champions in der WWE. Am 21. September 2008 verloren sie die Titel an The Colóns (Carlito & Primo).

#### Long Island Loudmouth und die  Ryder Revolution (2009–2012)

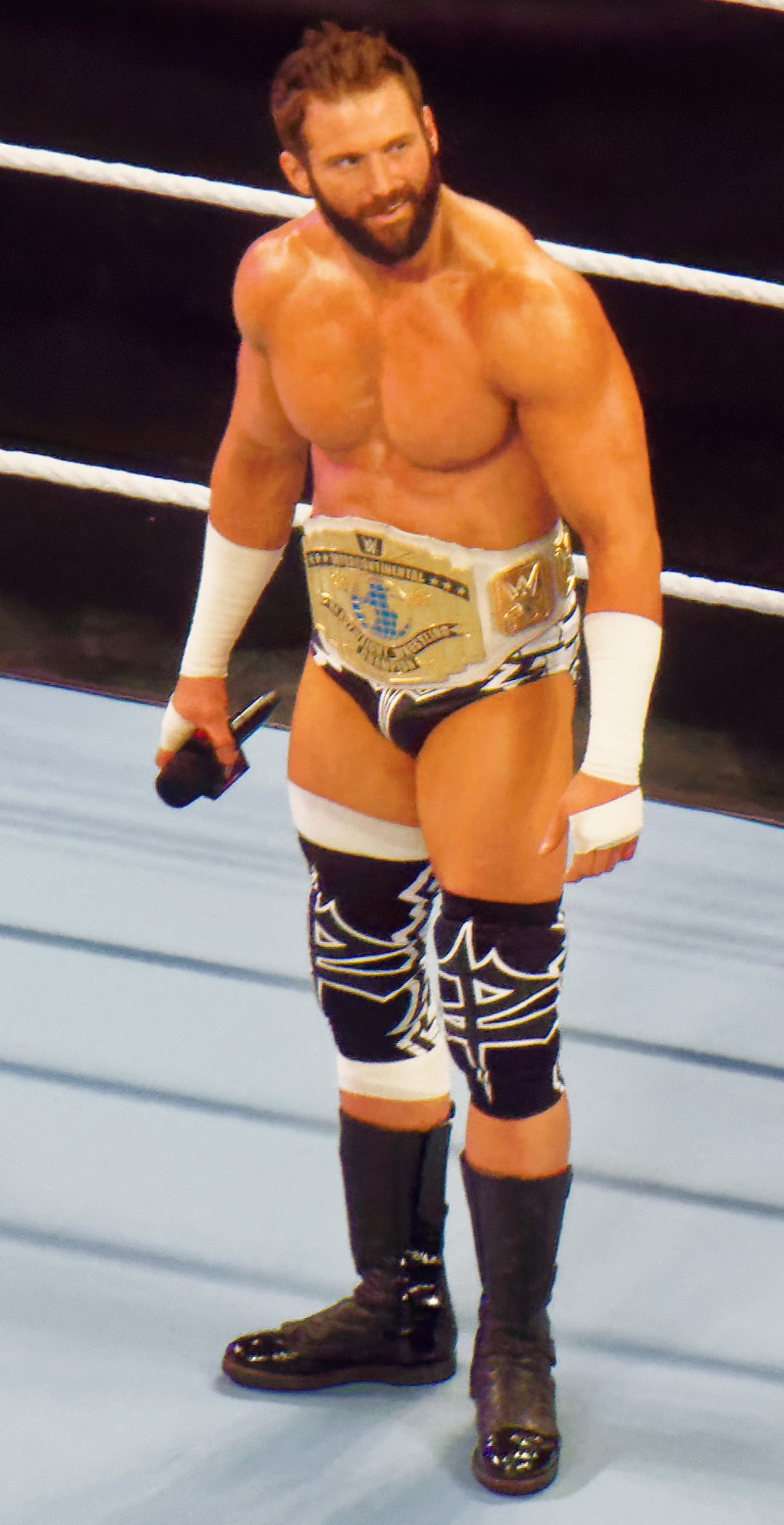
Ryder als WWE Intercontinental Champion im Jahr 2016.

Bei der Supplemental Draft am 15. April 2009 wechselte Cardona zurück zum ECW-Brand, was das Ende des Tag Teams mit Curt Hawkins zur Folge hatte. Anschließend folgte ein weiterer Gimmick-Wechsel. Nachdem die ECW eingestellt worden war, wechselte Cardona zu RAW, trat aber vor allem bei WWE Superstars auf. In der 2. Staffel von WWE NXT war er als Pro von Rookie Titus O’Neil tätig.
Cardona dreht seit Februar 2011 eine Internet Show namens Z! True Long Island Story auf Youtube. Diese entstand, da er mit seiner Einsatzzeit im TV unzufrieden war und auf sich aufmerksam machen wollte. Dadurch gewann er an Anhängern und verkaufte außerhalb des WWE-Shops eigene Fanartikel. Auf Grund seiner immer größer werdenden Popularität setzte die WWE Cardona wieder mehr im TV ein und seitdem ist er wieder häufiger Bestandteil der Shows RAW und SmackDown sowie den PPV's.
Am 26. Juli 2011 bei den Aufzeichnungen zu SmackDown wurde er von Triple H zum General Manager Assistant ernannt. Bei der Großveranstaltung WWE TLC: Tables, Ladders & Chairs am 18. Dezember 2011 gewann Cardona den WWE United States Championtitel von Dolph Ziggler. Diesen Titel verlor er am 16. Januar 2012 bei RAW an Jack Swagger.

#### Verschiedene Fehden und WWE Intercontinental Champion (2012–2016)
Bei WrestleMania 32 sicherte er sich in einem Leiter-Match zum ersten Mal den WWE Intercontinental Championship. Am Tag danach verlor er den Titel an The Miz.
Im Juli 2015 schloss man Cardona mit Mojo Rawley zum Tag Team The Hype Bros zusammen. Mit diesem trat er in der Entwicklungsliga WWE NXT auf. Beim WWE Draft am 19. Juli 2016 debütierte auch Rawley im Main Roster. Beide wurden dem SmackDown-Kader zugeteilt und treten dort als Team auf. Am 13. Dezember 2016 verletzte sich Cardona bei einer SmackDown-TV-Show während eines Matches am Knie. Diese Verletzung ließ ihn für einige Monate aussetzen.
Bei Wrestlemania 35 am 7. April 2019, konnte Ryder mit seinem Tag Team-Partner Curt Hawkins die WWE Raw Tag Team Championship von The Revival Dash Wilder & Scott Dawson gewinnen. Diese Regentschaft hielt 64 Tage und verloren die Titel schlussendlich in einem Triple Threat Tag Team Match gegen The Revival Scott Dawson & Dash Wilder. An diesem Match waren zudem The Usos beteiligt.
Während einer Entlassungswelle, die wegen der Corona-Pandemie durchgeführt wurde, wurde er am 15. April 2020 von der WWE entlassen.

### All Elite Wrestling (seit 2020)
Am 29. Juli 2020 feierte er sein Debüt bei AEW Dynamite.

### National Wrestling Allianz (seit 2021)
Seit dem 4. Dezember 2021 ist Cardona Teil der National Wrestling Alliance, wo er rasch in den Main Roster (Hauptakteure) aufstieg. Seit dem 12. Februar 2022 ist er amtierender NWA World Champion.

## Wrestling-Erfolge
World Wrestling Entertainment
- WWE Intercontinental Championship (1×)
- WWE United States Championship (1×)
- WWE Raw Tag Team Championship (2× mit Curt Hawkins)

Ohio Valley Wrestling
- OVW Southern Tag Team Championship (1× mit Brian Major)

Deep South Wrestling
- DSW Tag Team Championship (2× mit Brian Major)

New York Wrestling Connection
- NYWC Tag Team Championship (2× mit Brian Major)

National Wrestling Alliance
- NWA World Heavyweight Championship (1×)